# Heralt ze Sovince a Doubravice
Heralt (Erhart) ze Sovince a Doubravice († 1446?) byl moravský šlechtic, který pocházel z rodu pánů ze Sovince.
Heraltovým otcem byl Pavlík ze Sovince a matkou Kateřina z Kunštátu. První písemná zmínka o Heraltovi ze Sovince pochází z roku 1409, kdy se jeho bratr Ješek zřekl práv na hrad Sovinec a ostatní bratři se zřekli práv na Pňovice, které získal právě Ješek. Heralt vystupuje na listinách často se svou matkou Kateřinou, se kterou sdílel i majetek.
V roce 1418 koupili Kateřina z Kunštátu a Heralt ze Sovince od Heralta Pušky z Otaslavic a Doubravice hrad a městečko Doubravici, čtyři vesnice a další příslušenství. Heralt se však dal na dráhu loupežného rytíře. Svoje finanční poměry si zlepšoval loupením v okolí města Brna a k zemskému soudu přišlo množství žalob. Dne 6. února 1420 musel Heralt králi Zikmundovi slíbit, že nebude více loupit, ovšem po čase tento slib porušil.
V roce 1420 nechal Heralt zapsat své ženě Ofce z Obědkovic věno na hradě Doubravici a okolních vsích. Za husitských válek se Heralt přiklonil na stranu husitů. Dne 23. února 1431 vydal Heralt ze Sovince a Doubravice na hradě Doubravici listinu, kterou vstoupil v příměří s moravským zemským hetmanem. O rok později se zavázal představeným města Brna, že nebude útočit na jejich čeleď a majetky. V roce 1434 byl účastníkem landfrýdu mezi moravskými šlechtici a Albrechtem Habsburským. V témže roce však Heralta žaloval zástavní držitel hradu Blansek Jan ze Studnice, že jemu a jeho lidem ukradl zboží, i když byl v platnosti landfrýd.
Heralt zemřel v roce 1446 či krátce předtím. V tomto roce je uváděn jako nebožtík.

## Potomstvo
- Heralt ze Sovince a Doubravice
  - Půta ze Sovince a Doubravice (1436–1484)
  - Heralt II. ze Sovince a Doubravice (1446–1447)